# Oruza rectilineata
Oruza rectilineata là một loài bướm đêm trong họ Erebidae.